# 11:11 (Kim Tae-yeon)
11:11 è un singolo della cantante sudcoreana Kim Tae-yeon, pubblicato il 1º novembre 2016 come parte del progetto SM Station e incluso successivamente nel repackage del primo album in studio My Voice.

## Tracce
1. 11:11 – 3:43 (testo: Kim Eana – musica: Christian Vinten e Chelcee Grimes)
2. 11:11 (versione strumentale) – 3:43 (musica: Christian Vinten e Chelcee Grimes)